# Петдения
Петдения или Милонадико или Гоматската река (на гръцки: Μυλωνάδικο, Ποταμός του Γοματίου) е река в Егейска Македония, Гърция, част от водосборния басейн на Бяло море.

## Описание
Реката извира южно под връх Какавос (640 m) в халкидическата планина Камила и тече най-общо в южна посока. След средновековния Гоматски мост тече на югоизток. Минава южно от Гомати и приема като ляв приток реката минаваща през селото Веркос. Влиза в планината, минава пред Девелики и се влива в Светогорския залив на Бяло море.
Гоматската река се идентифицира със Студената река (Ψυχρό ποταμό), спомената от Аристотел, посочвайки, че овцете минали през водите ѝ, променят цвета на вълната си. От мястото, където потокът се пресича с черния път за Девелики и до морето, в дължина около 150 m се образува блато с ширина 6,0 m и дълбочина около 1,0 m. Леглото е с гъста растителност с тръстика и на места с халофилна растителност.

## Водосборен басейн
→ ляв приток, ← десен приток
- → Веркос